# پلیزنت هیل (کالیفرنیا)
پلیزنت هیل (به انگلیسی: Pleasant Hill) شهری در شهرستان کنترا کوستا ایالت کالیفرنیا است که در سرشماری سال ۲۰۱۰ میلادی، ۳۳۱۵۲ نفر جمعیت داشته است.